# Dicaeum virescens
El Picaflores de Andamán (Dicaeum virescens) es una especie de ave paseriforme en la familia Dicaeidae.

## Distribución
Es endémica de las islas Andamán en el océano Índico.